# Foz do Iguaçu
Foz do Iguaçu é um município brasileiro localizado na região oeste do estado do Paraná. A distância rodoviária até Curitiba, capital administrativa estadual, é de 643 quilômetros. Sua área territorial é de 617,701 km², dos quais 61,200 km² estão em perímetro urbano, e sua população, conforme o censo de 2022, é de 285 415 habitantes.
Segundo artigo publicado pela revista Exame, em março de 2014, é o terceiro destino de turistas estrangeiros no país e o primeiro da região sul. Conhecida internacionalmente pelas Cataratas do Iguaçu, uma das vencedoras do concurso que escolheu as 7 Maravilhas da Natureza, e pela Usina Hidrelétrica de Itaipu, a segunda maior do mundo em tamanho e primeira em geração de energia, que em 1996 foi considerada uma das 7 Maravilhas do Mundo Moderno pela Sociedade Americana de Engenheiros Civis.
Foz integra uma região urbana trinacional com mais de 700 mil habitantes, constituída também por Ciudad del Este, no Paraguai, e Puerto Iguazú, na Argentina, países com os quais faz fronteira. Iguaçu é topônimo indígena, podendo ser decomposto originalmente em Y (água) e guazú (grande), ocorrendo, por acréscimo de uma vogal, a atual denominação. Seus moradores são designados pelo gentílico "iguaçuense".

## Etimologia

Etimologia de iguaçu, termo provavelmente de origem guarani. É composto pela palavra 'y no grau aumentativo

Iguaçu provém do tupi, e significa "rio grande". O termo é  formado através da junção de  'y, rio, e o sufixo aumentativo -ûasu. Este sufixo, por ter a semivogal û em início de sílaba, pode ser pronunciadocomo gû, daí o 'g' presente no nome. Por estar no grau aumentativo, uma tradução mais literal do topônimo seria "riozão".

## História

### Primeiros povos e fundação
Pesquisas arqueológicas realizadas pela Universidade Federal do Paraná no espaço brasileiro do reservatório de Itaipu, antes de sua formação, situaram em 6.000 a.C. os vestígios da mais remota presença humana na região. Vários grupos humanos sucederam-se ao longo dos séculos. Os últimos que precederam os europeus (espanhóis e portugueses) eram os índios. Em 1542, o espanhol Álvar Núñez Cabeza de Vaca chegou ao rio Iguaçu e por ele seguiu guiado por índios caingangues, atingindo as cataratas e batizando o Paraguai. É registrado como o descobridor das Cataratas do Iguaçu.
Em seu diário, ele narra a própria vivência no início da colonização europeia nas Américas.

### Século XIX
Em 1881, Foz do Iguaçu recebeu seus dois primeiros habitantes: o brasileiro Pedro Martins da Silva e o espanhol Manuel González. Pouco depois chegaram os irmãos Goycochéa, que iniciaram a exploração da erva-mate. Oito anos após foi fundada a colônia militar na fronteira, marco do início da ocupação efetiva do lugar por brasileiros.
A expedição do engenheiro e tenente José Joaquim Firmino chegou a Foz do Iguaçu em julho de 1889. Foi levantada a população e foram identificadas 324 pessoas, em sua maioria paraguaios e argentinos. Mas havia também a presença de espanhóis e ingleses dedicados à extração da erva-mate e da madeira, exportadas via rio Paraná.
Em 22 de novembro do mesmo ano, o tenente Antônio Batista da Costa Júnior e o sargento José Maria de Brito fundaram a Colônia Militar, que tinha competência para distribuir terrenos a colonos interessados.
No ano de 1897, foi criada a Agência Fiscal, chefiada pelo capitão Lindolfo Siqueira Bastos. Ele registrou a existência de apenas 13 casas e alguns ranchos de palha. Nos primeiros anos do século XX, a população de Foz do Iguaçu chegou a aproximadamente 2 mil pessoas e o vilarejo dispunha de uma hospedaria, quatro mercearias, um rústico quartel militar, mesa de rendas e estação telegráfica, engenhos de açúcar e cachaça e uma agricultura de subsistência.

### Século XX

Foz do Iguaçu, 1934. Arquivo Nacional

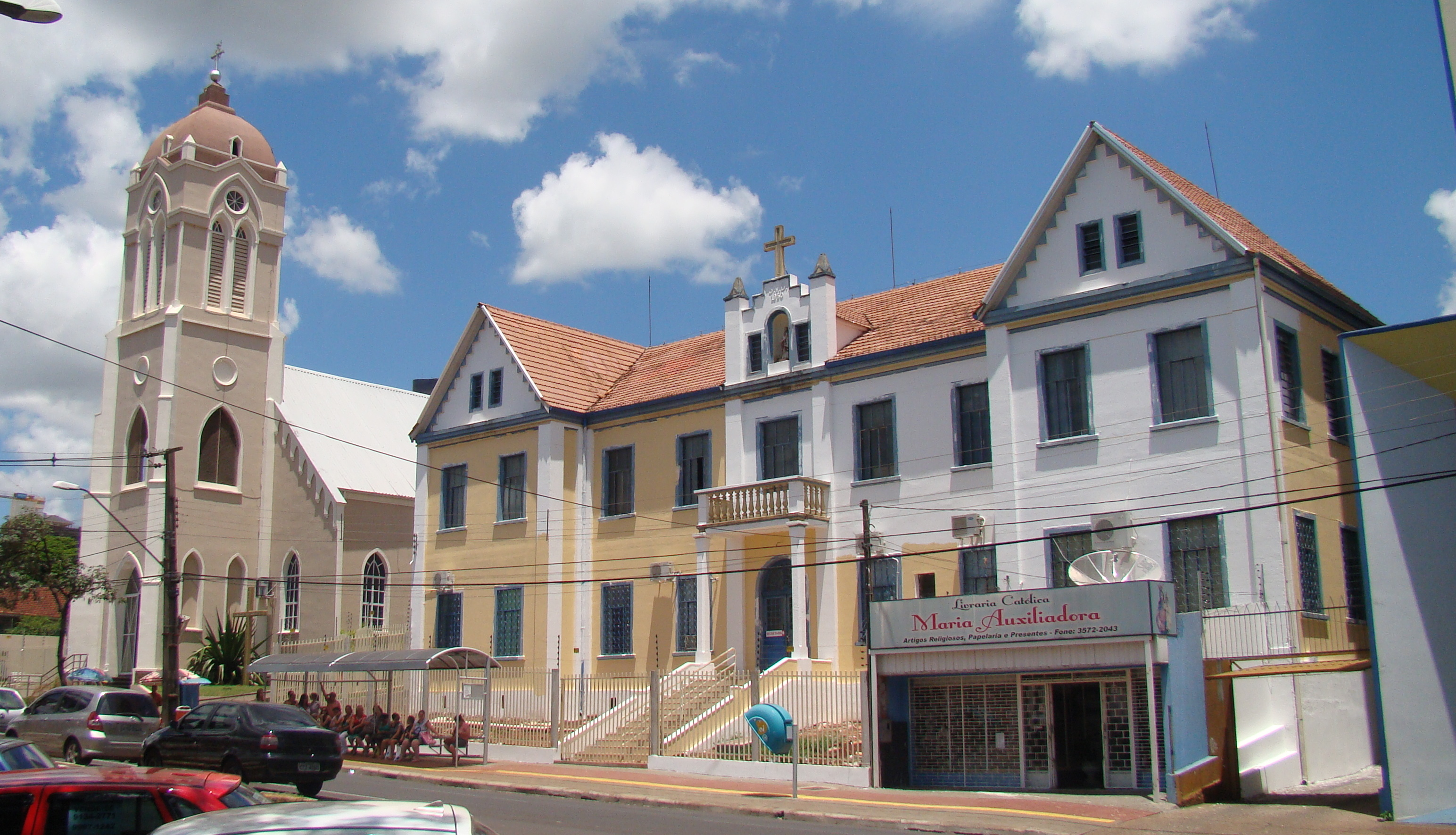
Catedral de São João Batista, construída em meados da década de 1940

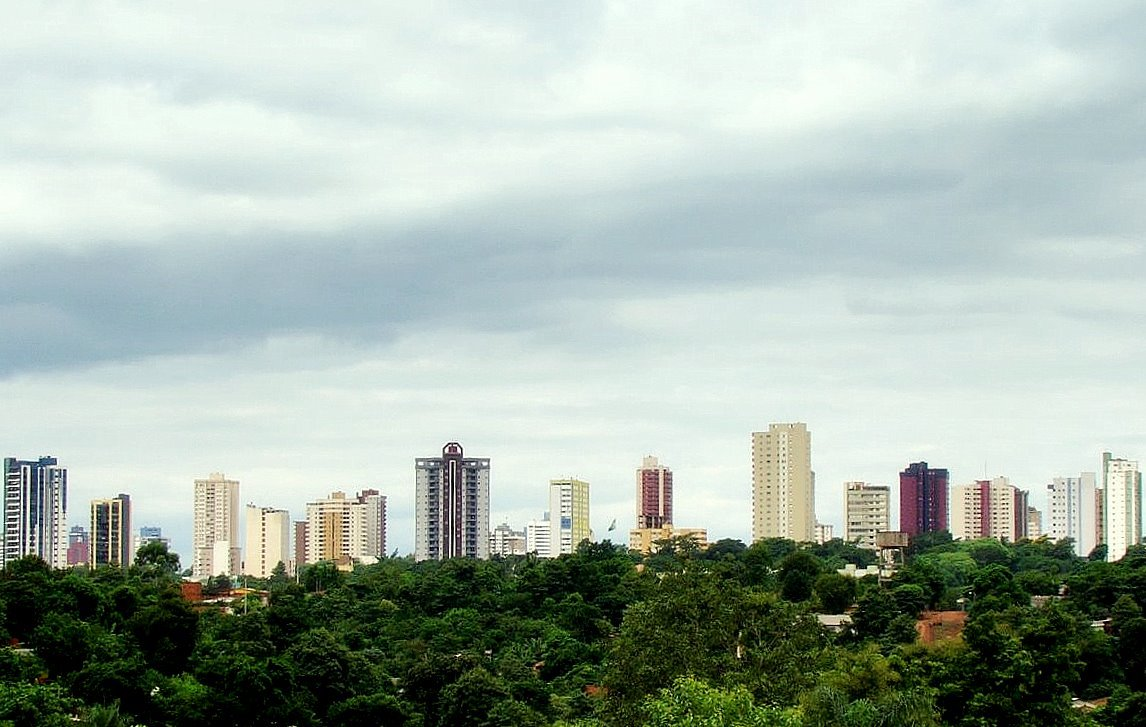
Panorama geral da cidade, visto do rio Paraná (fronteira com o Paraguai)

Em 1910, a Colônia Militar passou à condição de Vila Iguassu, distrito do município de Guarapuava. Dois anos depois, o Ministro da Guerra emancipou a Colônia tornando-a um povoamento civil entregue aos cuidados do governo do Paraná, que criou então a Coletoria Estadual da Vila. Em 14 de março de 1914, pela Lei 1 383, foi criado o município de Vila Iguassu, instalado efetivamente no dia 10 de junho do mesmo ano, com a posse do primeiro prefeito, Jorge Schimmelpfeng, e da primeira Câmara de Vereadores. O município passou a denominar-se Foz do Iguaçu, em 1918.
A estrada que liga Foz do Iguaçu a Curitiba tomou sua primeira forma em 1920. Era precária e cheia de obstáculos. Na segunda metade da década de 1950 iniciou-se o asfaltamento da estrada que cortaria o Paraná de leste a oeste, ligando Foz do Iguaçu a Paranaguá, que foi inaugurada em 1969.
Em 1924 os revoltosos tenentistas saíram da capital paulista iniciando sua marcha pelo interior do estado na direção sudoeste. Ao ingressar no Paraná, conquistaram muitas cidades fronteiriças ao Paraguai e estabeleceram seu quartel-general em Foz do Iguaçu. Permaneceram até 1925, quando atravessaram o rio Paraná penetrando no Paraguai rumo ao estado de Mato Grosso.
A história do Parque Nacional do Iguaçu começa no ano de 1916, com a passagem por Foz do Iguaçu de Alberto Santos Dumont, o pai da aviação.
A área pertencia ao uruguaio Jesus Val. Santos Dumont intercedeu junto ao Presidente do Estado do Paraná, Afonso Camargo, para que fosse desapropriada e tornada patrimônio público. No dia 28 de julho, através do decreto nº 63, foi declarada de utilidade pública, com 1 008 hectares. Em 1939, por decreto do Presidente Getúlio Vargas, a área foi expandida para 156 235,77 hectares.
Em 1994, os decretos nº 6 506 de 17 de maio e de nº 6 587 de 14 de junho consolidam e ampliam a área do Parque Nacional, dando-lhe os limites propostos pelo chefe da seção de Parques Nacionais, que hoje são 185 000 hectares.
Com a inauguração da Ponte Internacional da Amizade (Brasil - Paraguai) em 1965 e inauguração da BR-277, ligando Foz do Iguaçu a Curitiba e ao litoral, em 1969, Foz do Iguaçu teve seu desenvolvimento acelerado, intensificando seu comércio, principalmente com a cidade paraguaia de Ciudad del Este.
A construção da Usina Hidrelétrica de Itaipu, iniciada na década de 1970, causou fortes impactos em toda a região, aumentando consideravelmente o contingente populacional do município, passando de 33 970 habitantes em 1970 para 136 320 habitantes em 1980, registrando um crescimento de 385%. O Censo de 2010 indicou uma população de 256 081 habitantes.

## Geografia

Imagem de satélite de Foz do Iguaçu. À esquerda e abaixo do rio Iguaçu, a cidade de Puerto Iguazu, na Argentina. Ao centro e abaixo do rio, a cidade de Foz do Iguaçu. Acima do rio, a Ciudad del Este. À direita, o reservatório de Itaipu.

### Relevo
Foz do Iguaçu está localizado no extremo oeste do terceiro planalto paranaense, sendo o município mais a oeste do Paraná. O relevo é suavemente ondulado, o que contribui muito para o desenvolvimento da agricultura. Sua altitude varia em torno dos duzentos metros. A oeste do município corre o rio Paraná, ao sul o rio Iguaçu, ao norte fica o Lago de Itaipu e a sudeste o Parque Nacional do Iguaçu, uma das últimas reservas de mata nativa intacta que existem no Paraná. No sudoeste de Foz, os rios Iguaçu e Paraná se unem formando a tríplice fronteira entre Brasil, Argentina e Paraguai.

### Clima
| Maiores acumulados de precipitação em 24 horas registrados em Foz do Iguaçu (INMET) por meses | Maiores acumulados de precipitação em 24 horas registrados em Foz do Iguaçu (INMET) por meses | Maiores acumulados de precipitação em 24 horas registrados em Foz do Iguaçu (INMET) por meses | Maiores acumulados de precipitação em 24 horas registrados em Foz do Iguaçu (INMET) por meses | Maiores acumulados de precipitação em 24 horas registrados em Foz do Iguaçu (INMET) por meses | Maiores acumulados de precipitação em 24 horas registrados em Foz do Iguaçu (INMET) por meses |
| Mês                                                                                           | Acumulado                                                                                     | Data                                                                                          | Mês                                                                                           | Acumulado                                                                                     | Data                                                                                          |
| --------------------------------------------------------------------------------------------- | --------------------------------------------------------------------------------------------- | --------------------------------------------------------------------------------------------- | --------------------------------------------------------------------------------------------- | --------------------------------------------------------------------------------------------- | --------------------------------------------------------------------------------------------- |
| Janeiro                                                                                       | 146,4 mm                                                                                      | 18/01/1975                                                                                    | Julho                                                                                         | 98,4 mm                                                                                       | 07/07/1970                                                                                    |
| Fevereiro                                                                                     | 193 mm                                                                                        | 26/02/1972                                                                                    | Agosto                                                                                        | 97,8 mm                                                                                       | 13/08/2017                                                                                    |
| Março                                                                                         | 117,8 mm                                                                                      | 02/03/1965                                                                                    | Setembro                                                                                      | 86,2 mm                                                                                       | 30/09/1964                                                                                    |
| Abril                                                                                         | 134,6 mm                                                                                      | 26/04/1981                                                                                    | Outubro                                                                                       | 176,2 mm                                                                                      | 19/10/1965                                                                                    |
| Maio                                                                                          | 110 mm                                                                                        | 14/05/1965                                                                                    | Novembro                                                                                      | 108,2 mm                                                                                      | 17/11/2015                                                                                    |
| Junho                                                                                         | 85,4 mm                                                                                       | 14/06/2014                                                                                    | Dezembro                                                                                      | 123,4 mm                                                                                      | 31/12/1969                                                                                    |
| Período: 01/01/1961 a 30/04/1981 e 15/02/2008-presente                                        |                                                                                               |                                                                                               |                                                                                               |                                                                                               |                                                                                               |

O clima de Foz do Iguaçu é subtropical úmido mesotérmico, classificado por Köppen como Cfa. A cidade tem uma das maiores amplitudes térmicas anuais do estado, cerca de 11 °C de diferença média entre as duas principais estações do ano, isto deve-se a influência reduzida da maritimidade do que a que ocorre em outros municípios. Por isso os verões costumam ser quentes.
Os invernos apesar de, na média, serem considerados amenos, ainda sim propiciarem quedas bruscas de temperaturas que podem fazer a temperatura cair abaixo de zero durante a passagem de frentes frias com a massas de ar polar na retaguarda. As chuvas costumam ter poucas flutuações ao longo do ano, com uma pequena redução no inverno, e a precipitação anual é de aproximadamente 1 800 milímetros (mm).
Segundo dados do Instituto Nacional de Meteorologia (INMET), referentes ao período entre 1961 e 1981 e a partir de 2008, a menor temperatura registrada em Foz do Iguaçu foi de −4,2 °C em 18 de julho de 1975 e a maior atingiu 40 °C nos dias 29 de janeiro de 1978, 9 de fevereiro de 1979 e 8 de fevereiro de 2014. O maior acumulado de precipitação observado em 24 horas foi de 193 mm em 26 de fevereiro de 1972. Desde fevereiro de 2008, a rajada de vento mais forte atingiu 32,3 m/s (116,3 km/h) em 29 de janeiro de 2014, e o menor índice de umidade relativa do ar ocorreu nas tardes dos dias 21 de dezembro de 2011 e 3 de janeiro de 2012, de 12%.
| Dados climatológicos para Foz do Iguaçu                                                                                             | Dados climatológicos para Foz do Iguaçu | Dados climatológicos para Foz do Iguaçu | Dados climatológicos para Foz do Iguaçu | Dados climatológicos para Foz do Iguaçu | Dados climatológicos para Foz do Iguaçu | Dados climatológicos para Foz do Iguaçu | Dados climatológicos para Foz do Iguaçu | Dados climatológicos para Foz do Iguaçu | Dados climatológicos para Foz do Iguaçu | Dados climatológicos para Foz do Iguaçu | Dados climatológicos para Foz do Iguaçu | Dados climatológicos para Foz do Iguaçu | Dados climatológicos para Foz do Iguaçu |
| Mês | Jan                                     | Fev                                     | Mar                                     | Abr                                     | Mai                                     | Jun                                     | Jul                                     | Ago                                     | Set                                     | Out                                     | Nov                                     | Dez                                     | Ano                                     |
| --- | --------------------------------------- | --------------------------------------- | --------------------------------------- | --------------------------------------- | --------------------------------------- | --------------------------------------- | --------------------------------------- | --------------------------------------- | --------------------------------------- | --------------------------------------- | --------------------------------------- | --------------------------------------- | --------------------------------------- |
| Temperatura máxima recorde (°C) | 40                                      | 40                                      | 38,8                                    | 36,8                                    | 36                                      | 32                                      | 31,9                                    | 35                                      | 38,3                                    | 39                                      | 38,6                                    | 39,4                                    | 40                                      |
| Temperatura máxima média (°C) | 32,5                                    | 32                                      | 31,4                                    | 29,1                                    | 24,8                                    | 23,6                                    | 23,6                                    | 26,2                                    | 27,8                                    | 29,8                                    | 31                                      | 32,1                                    | 28,7                                    |
| Temperatura mínima média (°C) | 22,1                                    | 21,8                                    | 20,8                                    | 18,3                                    | 14,7                                    | 13,7                                    | 12,6                                    | 14                                      | 15,8                                    | 18,5                                    | 19,4                                    | 21,2                                    | 17,7                                    |
| Temperatura mínima recorde (°C) | 9,2                                     | 6,8                                     | 5,2                                     | 3                                       | −1                                      | −3,1                                    | −4,2                                    | −0,2                                    | 1                                       | 5                                       | 6,3                                     | 3,8                                     | −4,2                                    |
| Precipitação (mm) | 165,9                                   | 180,3                                   | 149,7                                   | 149,2                                   | 166,2                                   | 145                                     | 120,9                                   | 96,8                                    | 162,6                                   | 204                                     | 164,7                                   | 194,3                                   | 1 899,6                                 |
| Dias com precipitação (≥ 1 mm) | 10                                      | 10                                      | 8                                       | 7                                       | 8                                       | 8                                       | 7                                       | 8                                       | 9                                       | 10                                      | 9                                       | 8                                       | 102                                     |
| Umidade relativa compensada (%) | 77                                      | 80                                      | 82                                      | 85                                      | 86                                      | 85                                      | 83                                      | 80                                      | 79                                      | 78                                      | 75                                      | 74                                      | 80,3                                    |
| Insolação (h) | 230                                     | 198                                     | 210                                     | 196                                     | 182                                     | 152                                     | 170                                     | 160                                     | 150                                     | 197                                     | 232                                     | 233                                     | 2 310                                   |
| Fonte: INMET (recordes de temperatura: 01/01/1961 a 30/04/1981 e 15/02/2008-presente) e Weather and Climate (médias climatológicas) |                                         |                                         |                                         |                                         |                                         |                                         |                                         |                                         |                                         |                                         |                                         |                                         |                                         |

## Demografia
Religiões em Foz do Iguaçu (2010)
Foz do Iguaçu é considerada um dos municípios mais multiculturais do Brasil, onde estão presentes mais de 72 grupos étnicos, provenientes de diversas partes do mundo, e dentre dos principais estão os italianos, alemães, hispânicos (argentinos e paraguaios), chineses, ucranianos, japoneses. Destaca-se que está presente a segunda maior comunidade libanesa do Brasil. Em termos proporcionais, possui a maior comunidade islâmica do Brasil.
Devido a sua localização de fronteira com o Paraguai e a Argentina, Foz do Iguaçu apresenta uma grande circulação de mercadorias contrabandeadas, drogas e armas, o que gera diversos problemas sociais, principalmente a violência, fazendo com que a taxa de homicídios seja muito alta em proporção ao número de habitantes. O município lidera o ranking de homicídios entre adolescentes no país. Além de ser uma das cidades mais violentas do sul e até do país, à medida que a maior favela do Paraná localiza-se na cidade, no bairro do Porto Meira.

### Religião
Foz do Iguaçu é conhecida por ser uma das cidades com maior diversidade religiosa do Brasil. Segundo o Censo do Instituto Brasileiro de Geografia e Estatística (IBGE), no ano de 2010, 58,55% da população do município era católica romana, 27,49% eram evangélicos, 7,07% não tinha religião, 2,18% eram islâmicos (sendo o município com a maior porcentagem de muçulmanos do Brasil), 1,4% eram espíritas, 0,6% Testemunhas de Jeová, 0,41% budistas, 1,43%de outras religiões cristãs (incluindo Igreja Católica Apostólica Brasileira, Igreja Ortodoxa e Mormonismo e outros grupos), e 0,36% outras religiões.
Dentre as denominações protestantes em Foz do Iguaçu, a maioria da população é pentecostal, cerca de 18,26%. 1,1% da população é batista, 1,08% é adventista, 0,72% é luterana, 0,22% é presbiteriana, 0,18% metodista, 0,07% é congregacional e 5,78% não determinaram denominação. As Assembleias de Deus são o maior grupo pentecostal, com 9,01% da população, seguida pela Congregação Cristã no Brasil com 2,38%, Igreja do Evangelho Quadrangular com 1,55%, Igreja Pentecostal Deus é Amor com 0,97%, Igreja Universal do Reino de Deus com 0,52% e Igreja Evangélica Pentecostal O Brasil Para Cristo com 0,24%.

## Governo e política

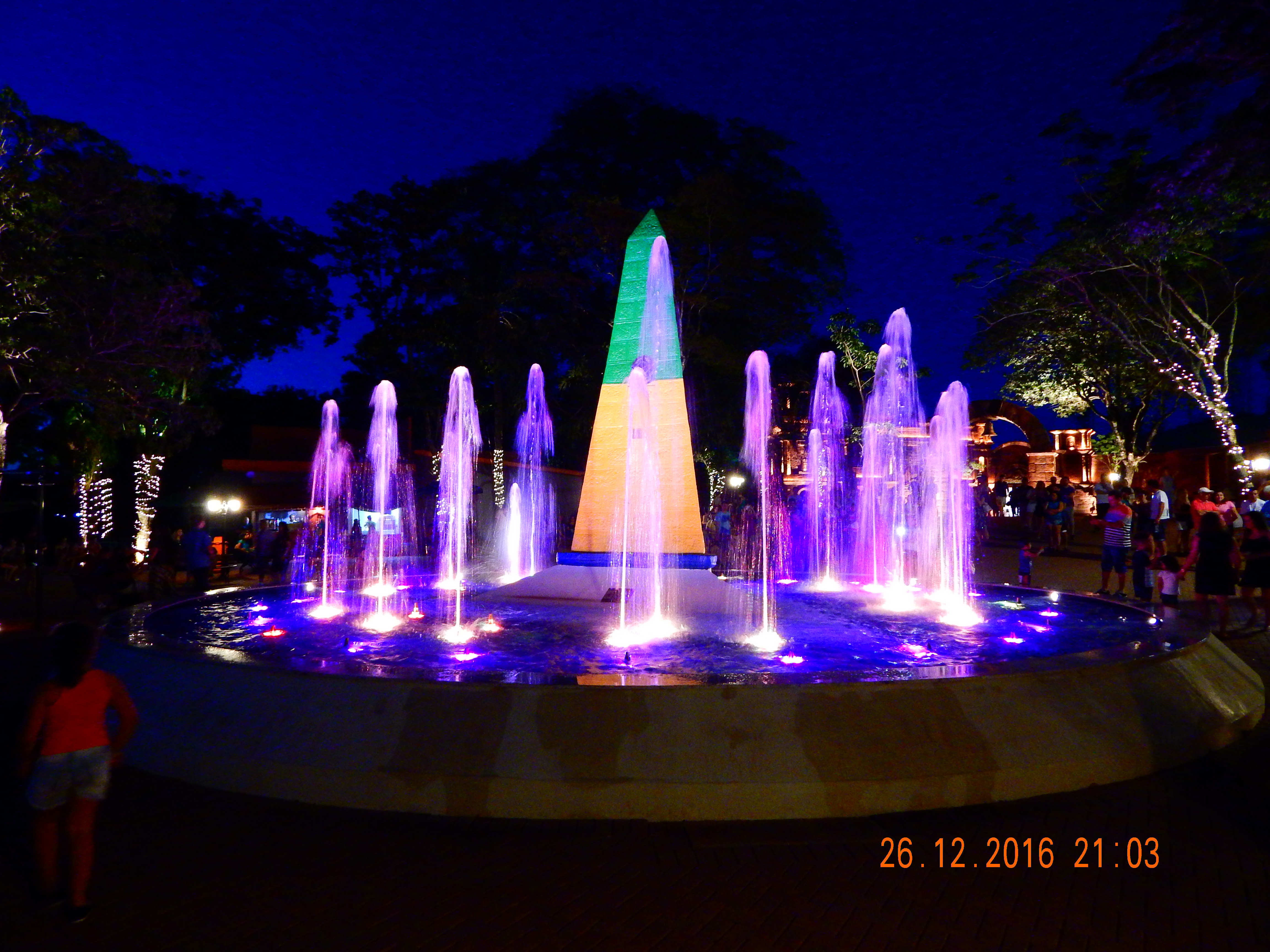
O Marco das Três Fronteiras brasileiro

### Relações internacionais
Foz do Iguaçu é uma das Mercocidades brasileiras. Juntamente da cidade paraguaia de Ciudad del Este e da argentina Puerto Iguazú, formam uma área urbana conhecida na região como Tríplice Fronteira, sendo caracterizadas portanto como Tri-Cidades.
- Puerto Iguazú, Misiones, Argentina;
- Ciudad del Este, Alto Paraná, Paraguai.

### Cidades irmãs
- Jericó - Palestina (PL 161/2011)[29]
- Seogwipo - Coreia do Sul (PL 060/2012)
- Kunming - República Popular da China (PL 102/2012)
- Pisa - Itália (PL 103/2012)
- Xiamen - República Popular da China (PL 072/2013)
- Hernandarias - Paraguai (PL 026/2016)

## Economia

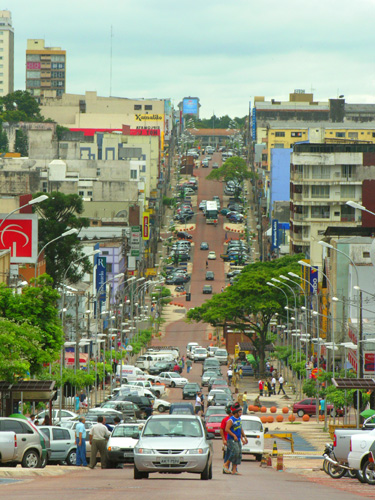
Avenida Brasil (Centro)

As principais fontes de renda de Foz do Iguaçu são o turismo, que alavanca também o comércio e a prestação de serviços na região, e a geração de energia elétrica. É o segundo destino de turistas estrangeiros no país e o primeiro da região sul.
Foz do Iguaçu é conhecida internacionalmente por suas atrações turísticas, que trazem visitantes do Brasil e do mundo. As mais famosas são o conjunto de quedas denominadas Cataratas do Iguaçu, no Parque Nacional do Iguaçu e a Usina Hidrelétrica de Itaipu (maior hidrelétrica do mundo em produção anual de energia).
Além dos tradicionais atrativos da cidade, outro fator de atração de turistas é a possibilidade de compra de produtos com preços reduzidos na vizinha Ciudad del Este. Durante todo o ano é grande o fluxo de sacoleiros (como são conhecidas as pessoas que compram em grande quantidade no Paraguai para revender no Brasil) que atravessam a Ponte da Amizade apenas para comprar, uma vez que normalmente pernoitam em Foz.
Outro atrativo oferecido pelas cidades vizinhas é a possibilidade de conhecer o lado argentino das Cataratas; nas proximidades também é possível frequentar os cassinos, atividade não permitida no Brasil.

### Turismo
Foz do Iguaçu recebeu o título de Capital do Turismo do Paraná, de acordo com a lei estadual nº 18 641/2015. As principais atrações da cidade são o conjunto de quedas denominadas Cataratas do Iguaçu, no Parque Nacional do Iguaçu (Patrimônio Mundial Natural da Humanidade tombado pela UNESCO), a Hidrelétrica Binacional de Itaipu (maior hidrelétrica do mundo em produção anual de energia), o Marco das Três Fronteiras, a foz do rio Iguaçu no rio Paraná (área onde as fronteiras da Argentina, Brasil e Paraguai se encontram), a Ponte Internacional da Amizade (divisa entre Brasil e Paraguai) e Ponte da Fraternidade (divisa entre Brasil e Argentina), o Parque das Aves (com aproximadamente 900 aves de 150 espécies), entre outras.

## Infraestrutura

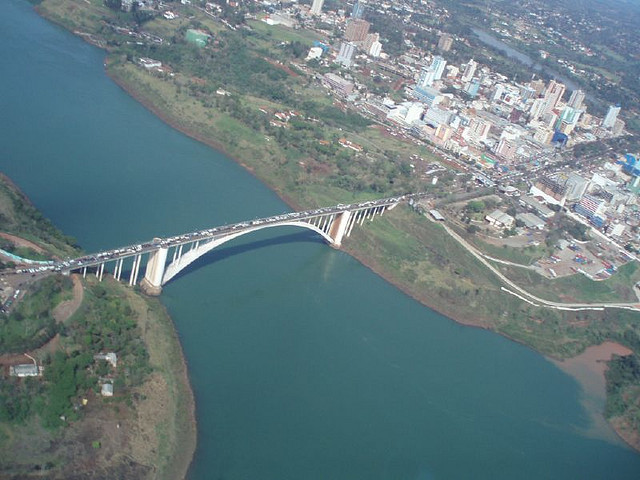
Ponte Internacional da Amizade

O principal acesso rodoviário ao município é feito pela BR-277, cujo término se dá na Ponte da Amizade. O Aeroporto Internacional Cataratas é servido pelas principais companhias aéreas nacionais e algumas internacionais. Foz do Iguaçu conta com um dos maiores parques hoteleiros do Brasil, ofertando aproximadamente 28 mil leitos, com opções clássicas, luxuosas, resorts e pousadas.
Além das conhecidas atrações turísticas, conta com uma grande variedade de restaurantes, churrascarias, bares e casas noturnas e dois shopping center. que são o Shopping JL e o Shopping Catuaí Palladium.

### Educação

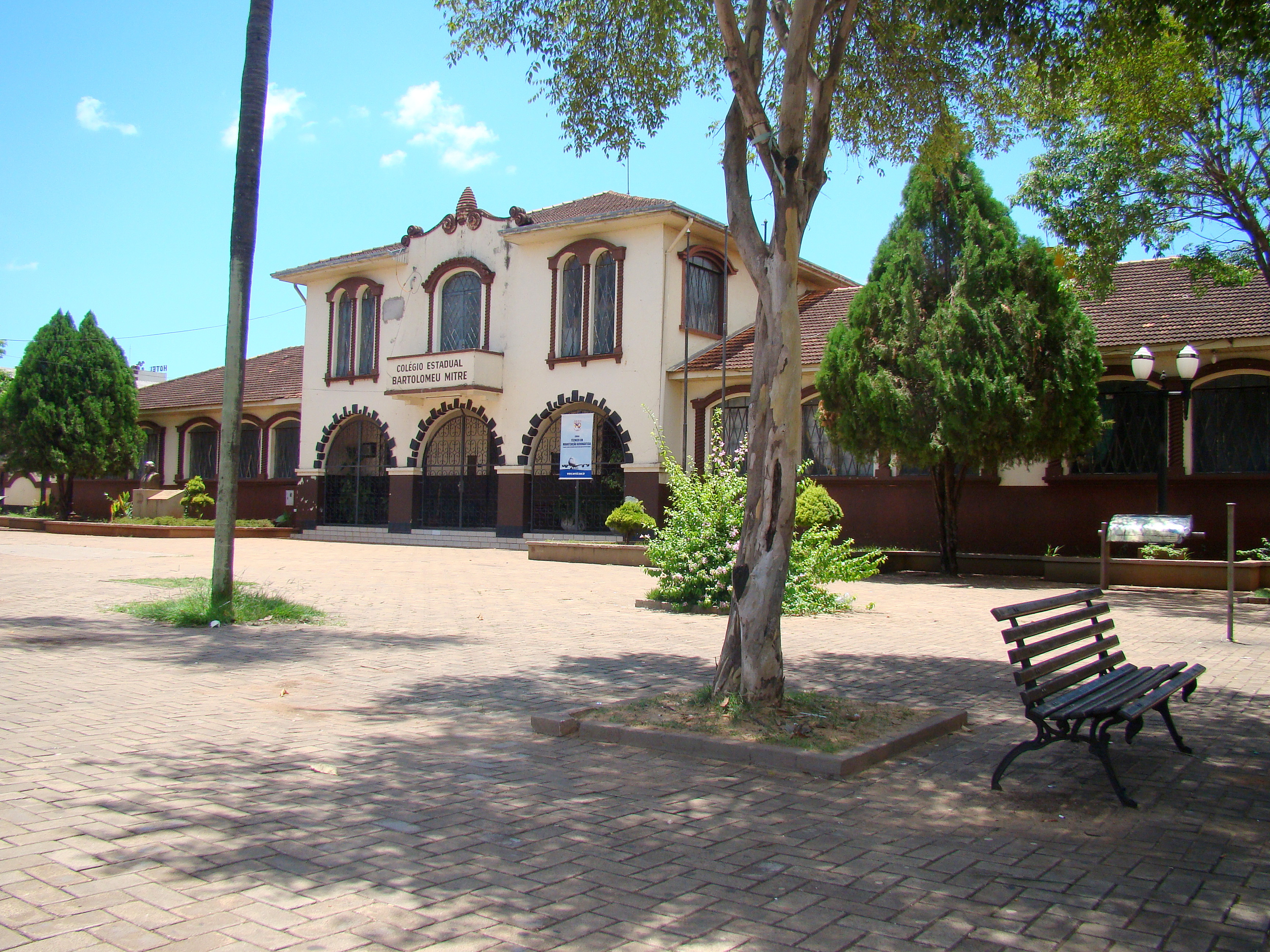
Colégio Estadual Bartolomeu Mitre - construção de 1927

No ENEM de 2008, Foz do Iguaçu esteve em 33º lugar entre os municípios com mais de 200 mil habitantes. Em 2011, a cidade também contou com a melhor média do IDEB para o ensino fundamental do Brasil.
Foi escolhida para alocar a Universidade Federal da Integração Latino-Americana. A universidade, criada pela lei nº 12 189/2010, é uma instituição pública de ensino superior preocupada com a criação de um ambiente multicultural e interdisciplinar capaz de produzir profissionais e pesquisadores voltados para o desenvolvimento econômico, social, cultural e político da região, num espírito de igualdade entre todos os povos e culturas do continente. A universidade é um projeto único na história do ensino superior na América Latina. A sua vocação é a de contribuir para o desenvolvimento e a integração latino-americana, com ênfase no Mercosul, por meio do conhecimento humanístico, científico e tecnológico e da cooperação solidária entre as universidades, organismos governamentais e internacionais. Será uma universidade aberta para a América Latina e Caribe: a metade dos 10 000 alunos e dos 500 professores, previstos como meta, serão selecionados e recrutados nos vários países latino-americanos e caribenhos, sendo a outra metade formada por brasileiros." Hélgio Trindade (reitor da UNILA).[carece de fontes?]
No ensino superior público, a cidade ainda conta com a Universidade Estadual do Oeste do Paraná (UNIOESTE) . No ensino superior privado, há a Faculdade de Foz do Iguaçu (FAFIG), o Centro de Ensino Superior de Foz do Iguaçu (CESUFOZ), a Faculdade União das Américas (Uniamérica), e a Faculdades Unificadas de Foz do Iguaçu (UNIFOZ).

## Cultura

### Gastronomia
A comida típica da cidade é o Pirá de Foz, porém o Dourado (peixe de escamas encontrado no rio Paraná) assado faz grande sucesso na gastronomia local. Anualmente, acontece o Concurso do Dourado Assado, atraindo milhares de pessoas. Em Foz do Iguaçu encontram-se mais de 150 estilos de restaurantes, com variadas gastronomias, desde comida brasileira, até culinária árabe, indiana, chinesa e inclusive os tradicionais fast foods.
A culinária libanesa recebe o seu destaque em Foz do Iguaçu, que possui vários estabelecimentos neste segmento, com destaque para o shawarma, sanduíche feito com carne ou frango, muito apreciado por moradores e turistas.

### Esportes

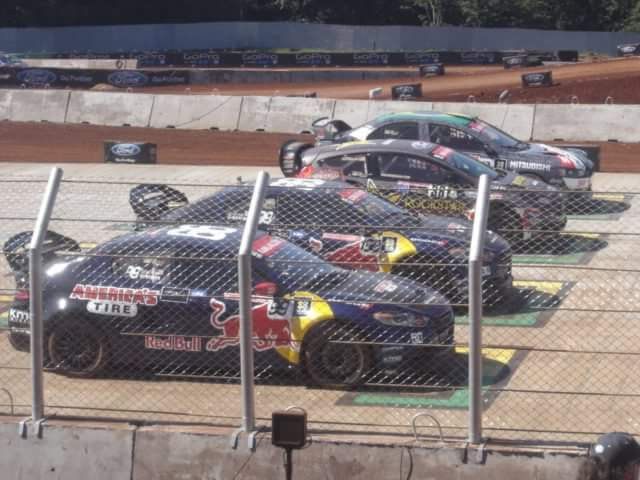
Etapa de 2013 dos X Games.

No passado, a cidade possuiu as seguintes equipes no Campeonato Paranaense de Futebol, Itaipu Esporte Clube, Foz do Iguaçu Esporte Clube, Flamengo, e Cataratas Esporte Clube.
Hoje, é representada pelo Foz Cataratas Futsal, no futebol de salão, e pelo Foz do Iguaçu Futebol Clube, no futebol, este joga na primeira divisão paranaense e, pela 1ª vez, jogou a série D do Campeonato Brasileiro em 2016. Foz do Iguaçu sediou, em 1997, os Jogos Mundiais da Natureza e, em 2013, uma etapa dos X Games.